# Украинская баскетбольная высшая лига 1992
1-й чемпионат Украины по баскетболу прошёл с февраля по май 1992 года. Первым чемпионом независимой Украины стал киевский Будивельник.

## Турнирная таблица
| № | Команда                 | В  | П  | О  |
| - | ----------------------- | -- | -- | -- |
| 1 | Будивельник (Киев)      | 26 | 2  | 54 |
| 2 | НКИ (Николаев)          | 21 | 7  | 49 |
| 3 | Спартак (Луганск)       | 21 | 7  | 49 |
| 4 | СКА (Киев)              | 12 | 16 | 40 |
| 5 | Будивельник (Харьков)   | 8  | 20 | 36 |
| 6 | Динамо (Днепропетровск) | 7  | 21 | 35 |
| 7 | Вулкан (Днепропетровск) | 6  | 22 | 34 |
| 8 | Шахтер (Донецк)*        | 11 | 17 | 31 |

- БК Шахтер (Донецк) за «недостойное поведение главного тренера Валерия Алпатова и неявки на матчи» был опущен на последнее место.

Состав БК Будивельник: Владимир Васильев, Игорь Пинчук, Александр Окунский, Сергей Орехов, Валерий Королёв, Денис Журавлёв, Григорий Перегуд, Владимир Ткаченко, Владимир Левицкий, Александр Лохманчук, Сергей Половко, Игорь Харченко, Евгений Мурзин. Тренеры — Зураб Хромаев, Виктор Гуревич.